# پوشش پرها

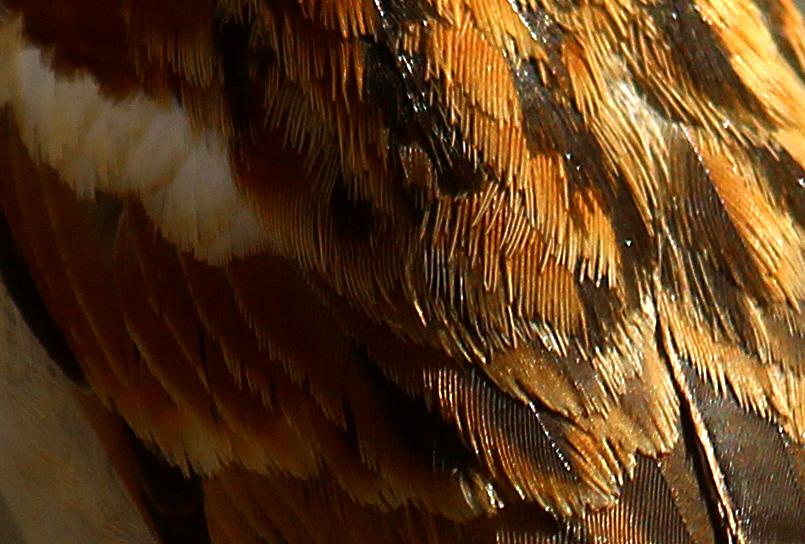
نمای نزدیک از پوشش پرهای گنجشک خانگی

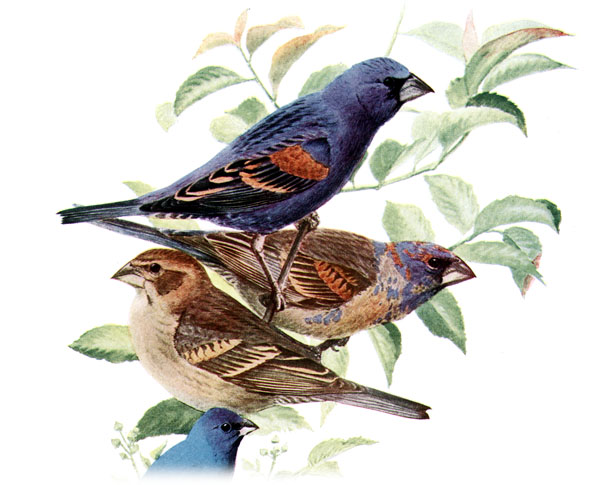
تفاوت در پرهای یک نوک‌بزرگ آبی، از بالا به پایین، بین یک نر زادآور (پوشش جایگزین)، یک نر نازادآور (پوشش پایه‌ای)، یک ماده، و یک پوشش مرتبط زردپره نیلی

پوشش پرها (به انگلیسی: Plumage) (لاتین: pluma یعنی "پر") لایه‌ای از پر است که بدن پرنده و نقش، رنگ و آرایش آن پرها را می‌پوشاند. طرح و رنگ پرها بین گونه‌ها و زیرگونه‌ها متفاوت است و ممکن است با رده‌های سنی متفاوت باشد. درون گونه‌ها، شکل‌های رنگی مختلفی می‌تواند وجود داشته باشد. قرار گرفتن پرها روی پرنده تصادفی نیست، بلکه در ردیف‌ها و گروه‌های سازمان‌یافته و با نام مسیر رویش پر (feather tracts) شناخته می‌شوند.
بیشتر پرندگان دو بار در سال پرریزی می‌کنند که منجر به پرریزی زادآوری و یک پوشش پر پایه‌ای (basic plumage) می‌شود. بسیاری از مرغابی‌ها و برخی گونه‌های دیگر مانند مرغ جنگلی سرخ دارای نرهایی هستند که هنگام تولیدمثل، پرهای روشن زادآوری و تا چند ماه پس از آن، پرهای موسمی کدر دارند. جوجه‌های زردپره نگارین در نخستین پاییز خود دارای دو پرریزی هستند که هر کدام مانند یک ماده بالغ پر می‌دهند. اولی چند روز پس از پردار شدن آغاز می‌شود و پوشش پرهای جوان (juvenile plumage) با پرهای تشکیل‌دهندهٔ  کمکی تشکیل می‌شود. دومی پس از حدود یک ماه یا بیشتر، پرهای تشکیل‌دهنده (formative plumage) را می‌دهد.
پوشش پرهای ناهنجار شامل شرایط مختلفی هستند. آلبینیسم یا زالی، از دست دادن کامل رنگ به‌طور نادر است، اما از دست دادن جزئی رنگ‌ها رایج‌تر است. برخی از گونه‌ها چندریختی رنگی دارند و دارای دو یا چند نوع رنگ هستند. تعداد کمی از گونه‌ها دارای انواع خاصی از چندشکلی هستند، مانند آبچلیک شکیل نر که تنها در فصل تولید مثل دارای مجموعه‌ای از رنگ‌های مختلف در اطراف سر و گردن است.
َپرمرغی یک ویژگی ارثی از پوشش پرها در خروس‌ها است که توسط یک ژن کنترل می‌شود. پرشناسی (یا دانش پوشش پر) نام علمی است که با مطالعه پرها مرتبط است.

## واژه‌شناسی پرریزی و پوشش هامفری پارکز (H-P)
تقریباً همه گونه‌های پرندگان دست‌کم به‌طور سالیانه پرریزی می‌کنند، معمولاً پس از فصل تولید مثل، که به عنوان پرریزی پیش‌پایه (pre-basic moult) شناخته می‌شود. این پوشش حاصل از پر، که تا فصل زادآوری بعدی یا تا پرریزی سالیانه بعدی ادامه خواهد داشت، به عنوان پرهای پایه‌ای (basic plumage) شناخته می‌شود. بسیاری از گونه‌ها پیش از فصل زادآوری، پرریزی دیگری انجام می‌دهند که به آن پرریزی پیش از جایگزینی (pre-alternate moult) می‌گویند، که پرهای تولید مثلی (breeding plumage) به‌عنوان پرهای جایگزین (alternate plumage) یا پرهای زادآوری (nuptial plumage) شناخته می‌شوند. پرهای جایگزین اغلب برای نمایش جنسی روشن‌تر از پرهای پایه‌ای هستند، اما ممکن است برای پنهان‌کردن پرندگان در حال جوجه‌کشی که ممکن است در آشیانه آسیب‌پذیر باشند، نیز پنهان‌کننده باشد.
واژه‌های هامفری-پارکس برای نام‌گذاری درست پرریزی و پوشش پرها نیاز به توجه به جزییات دارد.

## پوشش موسمی

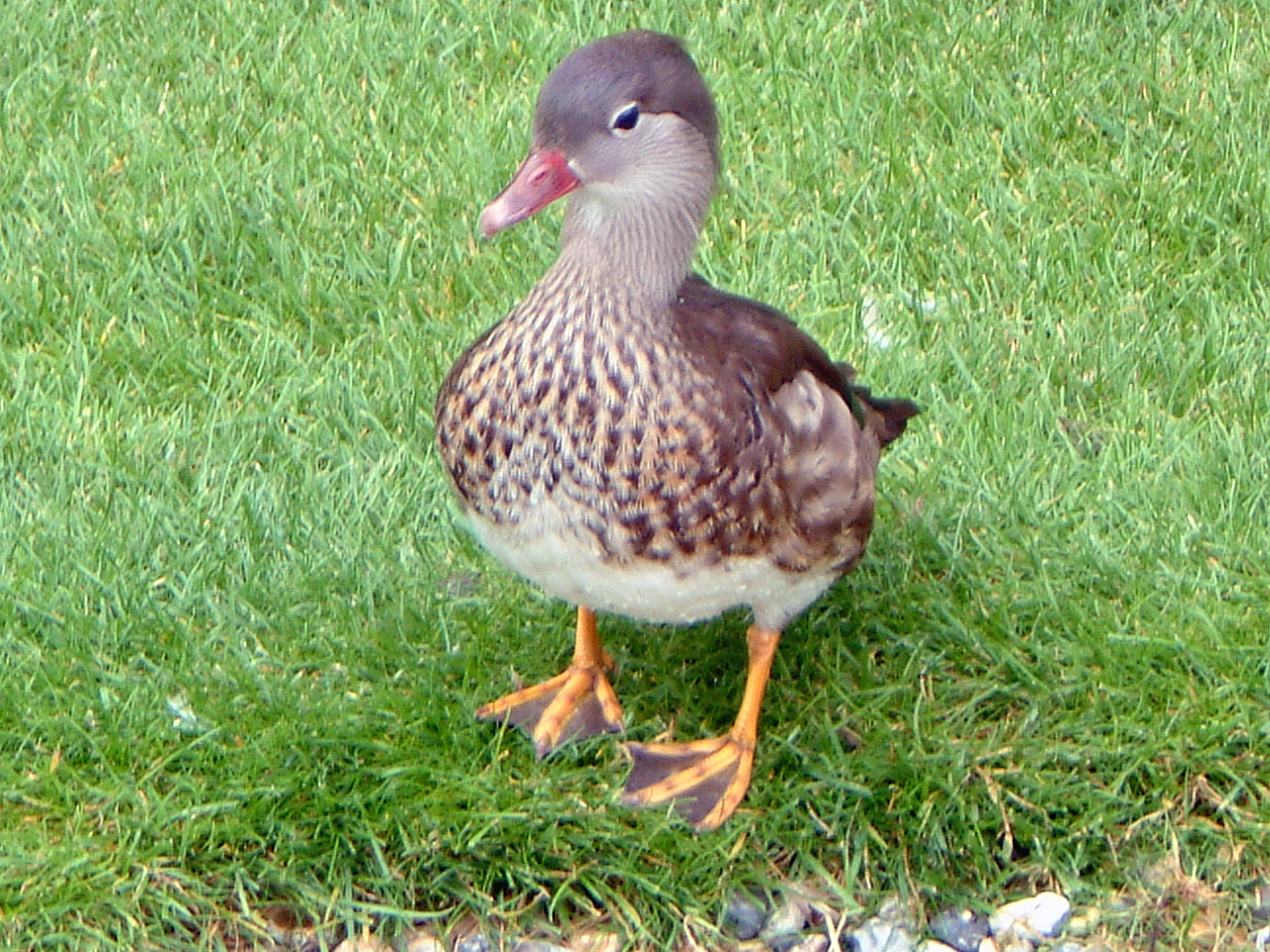
اردک ماندارین (نر) در پوشش موسمی

بسیاری از اردک‌های نر دارای پرهای روشن و رنگارنگ هستند که دارای دودیسی جنسی قوی هستند. با این حال، آن‌ها پس از تولید مثل در میانهٔ تابستان به یک پوشش کدر پرریزی می‌کنند که به آن پوشش موسمی (eclipse plumage) می‌گویند. وقتی اردک‌ها برای پوشش موسمی پر می‌ریزند، برای مدت کوتاهی نمی‌توانند پرواز کنند. برخی از گونه‌های اردک در پایان تابستان و آغاز پاییز به مدت یک تا سه ماه در گرفتگی باقی می‌مانند، در حالی که برخی دیگر پرهای خود را تا بهار آینده حفظ می‌کنند، زمانی که آن‌ها دوباره پرریزی می‌کنند تا به پرهای زادآوری خود بازگردند.

## پرهای ناهنجار

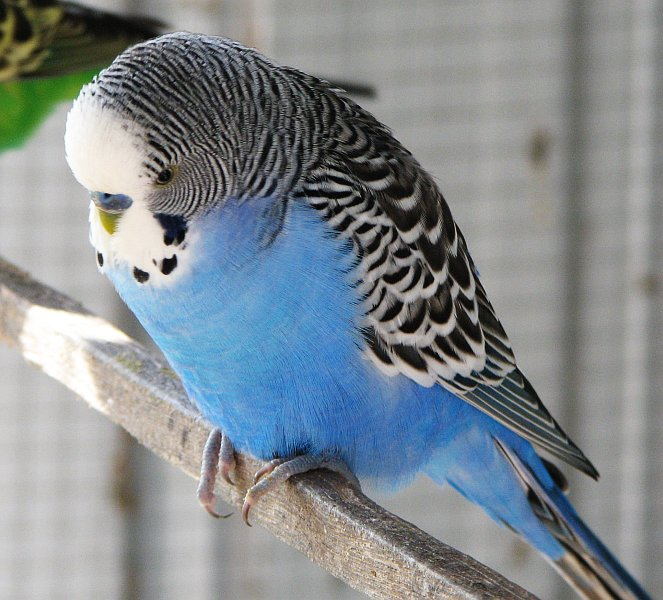
مرغ عشق Axanthic

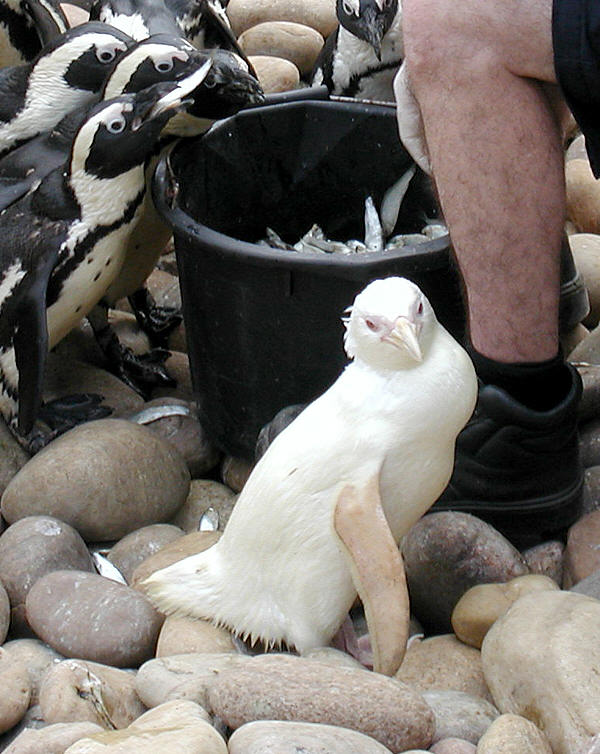
یک پنگوئن آفریقایی زال.

گوناگونی پوشش پرهای به‌طور ارثی و غیرارثی وجود دارد و برخی پوشش‌های ناهنجار (abnormal or aberrant plumages) نیز دیده می‌شود. سیاه‌گرایی (Melanism) به فزونی رنگ سیاه یا تیره اشاره دارد. سرخ‌گرایی (Erythromelanism, Erythrism) به فزونی رنگ سرخ مایل به قهوه‌ای در پرها بدون رنگ سیاه اشاره دارد. ملانین به شکل‌های مختلف با رنگدانه زرد (Xanthophyllus) برای تولید رنگ‌های آمیخته می‌شود وزمانی که این ترکیب ناهماهنگ باشد با واژه‌هایی چون ناهنجاری رنگی نامیده می‌شود (شامل زردگرایی یا فراوانی رنگ زرد- و بی‌زردگرایی یا نبود رنگ زرد- که در پرندگان قفسی مانند مرغ عشق دیده می‌شود). واژه‌های دیگری نیز در این باره وجود دارند.

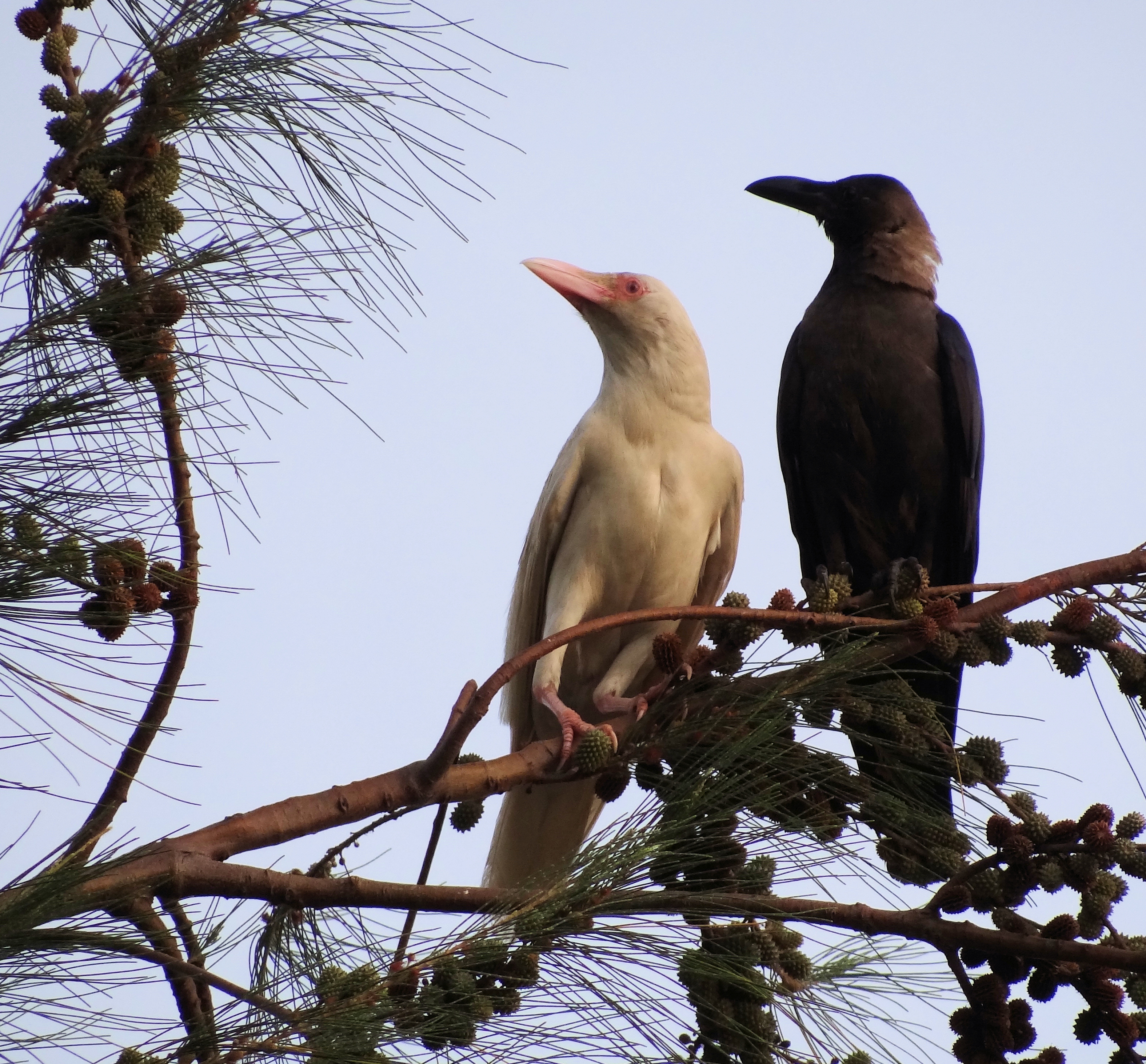
یک کلاغ جوان کاملاً زال در مالاکا مالزی.

## شرایط رنگدانه
- زالی (آلبینیسم)، نبود رنگدانه ملانین
- سفیدگرایی، وضعیتی مشابه آلبینیسم در جانوران، که به‌طور کلی با کاهش رنگدانه مشخص می‌شود.
- سیاه‌گرایی (یا ملانیسم)، با رنگدانه ملانین تیره نارایج
- زردگرایی، رنگدانه زرد نارایج
- جهش مرغ عشق اینو، این جهش در پرندگان پرورشی مرغ عشق
- پرمرغی در خروس‌ها

## یادداشت
a نرهای پریان و شانه‌سفید و امپراتور گینه نو وارد پرهای تولک موسمی نمی‌شوند.